# Башмачинський сільський округ
Башма́чинський сільський округ (каз. Башмачное ауылдық округі, рос. Башмачинский сельский округ) — адміністративна одиниця у складі Железинського району Павлодарської області Казахстану. Адміністративний центр — село Башмачне.
Населення — 1181 особа (2021; 1364 у 2009, 2104 у 1999, 2760 у 1989).
Станом на 1989 рік існувала Башмачинська сільська рада (села Абай, Башмачне, Башмачинський ХПП, Берегове, Кузьмино).

## Склад
До складу округу входять такі населені пункти:
| Населений пункт         | Старі назви | Населення, осіб (1989) | Населення, осіб (1999) | Населення, осіб (2009) | Населення, осіб (2021) |
| ----------------------- | ----------- | ---------------------- | ---------------------- | ---------------------- | ---------------------- |
| Абай, село              | -           | 219                    | 171                    | 85                     | 59                     |
| Башмачне, село          | -           | 1529                   | 1275                   | 820                    | 782                    |
| Башмачинський ХПП, село | -           | 123                    | -                      | -                      | -                      |
| Берегове, село          | -           | 476                    | 391                    | 284                    | 241                    |
| Кузьмино, село          | -           | 413                    | 267                    | 175                    | 99                     |